# Estrano
El estrano es un esteroide de 18 átomos de carbono. Los estrenos son derivados de estrano que contienen doble enlaces.